# Дрегояса
Дрегояса (рум. Drăgoiasa) — село у повіті Сучава в Румунії. Входить до складу комуни Панач.
Село розташоване на відстані 307 км на північ від Бухареста, 81 км на південний захід від Сучави, 146 км на схід від Клуж-Напоки.

## Населення
За даними перепису населення 2002 року у селі проживали 212 осіб, усі — румуни. Усі жителі села рідною мовою назвали румунську.